# Gender & Society
Gender & Society es una revista académica revisada por pares que cubre la investigación en el campo de los estudios de género. El editor jefe es Jo Reger (Universidad de Oakland). Fue establecida en 1987 y actualmente es publicada por SAGE Publications en asociación con Sociologists for Women in Society. 

## Introducción
Los artículos que aparecen en Gender & Society analizan los procesos de género y género en las interacciones, organizaciones, sociedades y espacios globales y transnacionales. La revista publica principalmente artículos empíricos, que son teóricamente comprometidos y metodológicamente rigurosos, incluidas las metodologías cualitativas, cuantitativas y comparativas-históricas.

## Resumen e indexación
Gender & Society se resume e indexa en más de 70 bases de datos, incluidos Scopus y el Social Sciences Citation Index. Según Journal Citation Reports, la revista tiene un factor de impacto de 2.36 en 2017, ubicándose en el segundo lugar de 42 revistas en la categoría "Estudios de la mujer" y en el número 20 de 146 revistas en la categoría "Sociología".